# Норрман, Фред
Фред (Фредрик) Норрман (род. 7 декабря 1974, Авеста, Швеция) — музыкант, гитарист группы October Tide и бывший гитарист Katatonia.
В детстве был фаном Iron Maiden. Музыкальную карьеру начал в шведской группе Uncanny, исполнявшей дэт-метал в стиле «old-school». Uncanny выпустили три демо-альбома, сплит с группой Ancient Rites, один полноформатный альбом, и распались в 1994 году. С 1992 года входил в состав дэт-формации Fulmination, которая, как и Uncanny, базировалась в Авесте. Результатом творчества Fulmination стали четыре демо-альбома.
В 1994 году Норрман присоединяется к Katatonia. Также вместе с Йонасом Ренксе создает проект October Tide. Приход Норрмана совпал со сменой саунда Katatonia. В 1999 году в Katatonia приходит младший брат Фреда, Маттиас. В 2009 году вместе с братом покидает группу, возрождает October Tide, и оба полностью сосредотачиваются на этом проекте.

## Персональная дискография

### Uncanny
- Split with Ancient Rites (1993)
- Splenium for Nyktophobia (1994)

### Katatonia
- Brave Murder Day (1996)
- Scarlet Heavens (1996)
- Sounds of Decay (1997)
- Saw You Drown (1998)
- Discouraged Ones (1998)
- Tonight’s Decision (1999)
- Last Fair Deal Gone Down (2001)
- Teargas (2001)
- Tonight’s Music (2001)
- Viva Emptiness (2003)
- Brave Yester Days (2004)
- The Black Sessions (2005)
- My Twin (2006)
- The Great Cold Distance (2006)
- Night Is the New Day (2009)

### October Tide
- Rain Without End (1997)
- Grey Dawn (1999)
- A Thin Shell (2010)
- Tunnel of No Light (2013)
- Winged Waltz (2016)
- In Splendor Below (2019)
- The Cancer Pledge (2023)

### Subdive
- XXX Superstars (1999)

## Инструменты

### Гитары
- Framus Camarillo | (электро) (black chrome)
- Framus Camarillo | (электро) (black high stain)
- Framus Renegade Pro | (электро) (Nirvana black)
- Gibson Les Paul Gothic | (электро) (matte black)
- Fender Telecaster Custom | (электро) (sunburst)

### Процессоры
- Boss GT-3 | гитарный процессор
- Boss GT-8 | гитарный процессор

### Другое
- Skull Strings | струны (0.10 — 0.52) и (0.11 — 0.58)
- Matamp Valve Head | Custom 140 watt dual channel w/2 4x12 cabs